# Traunsteiner Tagblatt
El  Traunsteiner Tagblatt es un periódico local bávaro para el Chiemgau y las áreas vecinas. Es de la  A. Miller Zeitungsverlag  en Traunstein y es el periódico local más antiguo y más importante del distrito de Traunstein. El editor en jefe es Martin Miller, el editor es Thomas Miller (a partir de 2016). El Traunsteiner Tagblatt es uno de los periódicos bávaros más pequeños que todavía tiene una editorial completa, es decir, las páginas de política, deportes y negocios son elaboradas también por su propia redacción y no compradas.
El área de distribución incluye principalmente la parte sur del distrito de Traunstein. En algunos municipios también hay ediciones locales de " Oberbayerischen Volksblatt" y de "Trostberger Tagblatt s", es decir, las áreas de distribución se superponen un poco.

## historia
El periódico apareció por primera vez como "Traunsteiner Wochenblatt" 1855 y ha sido propiedad de la familia Miller desde entonces. En 1856 ya se publicaba el "Wochenblatt" tres veces por semana. En 1936, el periódico, que en ese momento todavía aparecía bajo el título "Traunsteiner Wochenblatt", fue expropiado por los nacionalsocialistas y se fusionó con el órgano de su partido "Chiemgaubote". Después de 1945, el periódico no recibió una licencia aliada por el momento. No fue hasta septiembre de 1949 que Anton Miller pudo publicar nuevamente el "Traunsteiner Wochenblatt". El competidor  Südost-Kurier , creado con una licencia aliada, cesó su publicación a finales de 1954.
Desde principios de la década de 1970, el equipo editorial del  Traunsteiner Tagblatt  también ha estado creando la cubierta para el "Berchtesgadener Anzeiger". (Hasta 2014, esto también se aplicaba al  Freilassinger Anzeiger  y al  Reichenhaller Tagblatt , que posteriormente fueron publicados por el Passauer Neue Presse  han sido adoptados.) En 2000, el editor adaptó el título del diario a la situación actual: desde entonces se ha llamado "Traunsteiner Tagblatt".

## Edición
Como la mayoría de la Periódicos diarios alemanes, el  Traunsteiner Tagblatt  ha perdido frente a Edición en los últimos años.  Actualmente es la participación de Suscripciones en la circulación vendida.